# Khúc côn cầu trên cỏ tại Thế vận hội Mùa hè 2024
Các giải đấu khúc côn cầu trên cỏ tại Thế vận hội Mùa hè 2024 ở Paris dự kiến diễn ra từ ngày 27 tháng 7 đến ngày 9 tháng 8 tại Sân vận động Olympic Yves-du-Manoir, địa điểm từng tổ chức Thế vận hội Mùa hè 1924. Hai mươi tư đội (mỗi giải đấu có mười hai đội nam và nữ) sẽ thi đấu với nhau trong các giải đấu tương ứng.

## Vòng loại
Ủy ban Olympic Quốc tế và Liên đoàn Khúc côn cầu Quốc tế (FIH) đã phê chuẩn và công bố tiêu chí vòng loại cho Thế vận hội Mùa hè Paris 2024 vào ngày 30 tháng 3 năm 2022. Mỗi nhà vô địch tại các giải châu lục từ 5 liên đoàn (Châu Phi, Châu Mỹ, Châu Á, Châu Âu và Châu Đại Dương) đều đảm bảo các suất tham dự giải đấu nam và nữ cho Ủy ban Olympic Quốc gia tương ứng của họ, trong khi đó nước chủ nhà Pháp nhận được một suất tham dự trực tiếp ở giải đấu nam và nữ sau khi họ đạt được thứ hạng 25 hoặc cao hơn trong Bảng xếp hạng thế giới FIH.
Các suất tham dự còn lại sẽ được phân bổ cho các Ủy ban Olympic Quốc gia đủ điều kiện, có thứ hạng đáng kể thông qua hai giải đấu vòng loại FIH Olympic riêng biệt. Ba đội đứng đầu khi kết thúc mỗi giải đấu sẽ đảm bảo có một suất để tham dự thi đấu tại Thế vận hội Mùa hè Paris 2024. Nếu các vận động viên khúc côn cầu người Pháp vô địch Giải vô địch EuroHockey 2023, số suất tham dự hai giải đấu sẽ tăng lên bảy, với vị trí còn lại dành cho các đội có thứ hạng cao nhất trong số hai đội không giành được huy chương đồng.

### Tóm tắt vòng loại
| Quốc gia                              | Nam | Nữ  | Tổng số VĐV |
| ------------------------------------- | --- | --- | ----------- |
| Argentina                             | Yes | Yes | 32          |
| Úc                                    | Yes | Yes | 32          |
| Bỉ                                    | Yes | Yes | 32          |
| Trung Quốc                            |     | Yes | 16          |
| Pháp                                  | Yes | Yes | 32          |
| Đức                                   | Yes | Yes | 32          |
| Anh Quốc                              | Yes | Yes | 32          |
| Ấn Độ                                 | Yes |     | 16          |
| Ireland                               | Yes |     | 16          |
| Nhật Bản                              |     | Yes | 16          |
| Hà Lan                                | Yes | Yes | 32          |
| New Zealand                           | Yes |     | 16          |
| Nam Phi                               | Yes | Yes | 32          |
| Tây Ban Nha                           | Yes | Yes | 32          |
| Hoa Kỳ                                |     | Yes | 16          |
| Tổng cộng: 15 Ủy ban Olympic Quốc gia | 192 | 192 | 384         |

### Vòng loại Nam
| Giải đấu vòng loại                          | Ngày diễn ra                      | Chủ nhà/Quốc gia | Số suất tham dự | Các đội tuyển vượt qua vòng loại |
| ------------------------------------------- | --------------------------------- | ---------------- | --------------- | -------------------------------- |
| Quốc gia chủ nhà                            | 13 tháng 9 năm 2017               | N/A              | 1               | Pháp                             |
| Cúp châu Đại Dương 2023                     | 10–13 tháng 8 năm 2023            | Whangārei        | 1               | Úc                               |
| Giải vô địch EuroHockey 2023                | 19–27 tháng 8 năm 2023            | Mönchengladbach  | 1               | Hà Lan                           |
| Đại hội Thể thao châu Á 2022                | 24 tháng 9 − 6 tháng 10 năm 2023  | Hangzhou         | 1               | Ấn Độ                            |
| Đại hội Thể thao Liên châu Mỹ 2023          | 25 tháng 10 – 3 tháng 11 năm 2023 | Santiago         | 1               | Argentina                        |
| Vòng loại Thế vận hội khu vực châu Phi 2023 | 29 tháng 10 – 5 tháng 11 năm 2023 | Pretoria         | 1               | Nam Phi                          |
| Giải đấu vòng loại Thế vận hội Mùa hè 2024  | 13–21 tháng 1 năm 2024            | Valencia         | 3               | Bỉ · Tây Ban Nha · Ireland       |
| Giải đấu vòng loại Thế vận hội Mùa hè 2024  | 13–21 tháng 1 năm 2024            | Muscat           | 3               | Đức · Anh Quốc · New Zealand     |
| Tổng cộng                                   | Tổng cộng                         | Tổng cộng        | 12              |                                  |

### Vòng loại Nữ
| Giải đấu vòng loại                          | Ngày diễn ra                      | Chủ nhà/Quốc gia | Số suất tham dự | Các đội tuyển vượt qua vòng loại |
| ------------------------------------------- | --------------------------------- | ---------------- | --------------- | -------------------------------- |
| Quốc gia chủ nhà                            | 13 tháng 9 năm 2017               | N/A              | 1               | Pháp                             |
| Cúp châu Đại Dương 2023                     | 10–13 tháng 8 năm 2023            | Whangārei        | 1               | Úc                               |
| Giải vô địch EuroHockey 2023                | 18–26 tháng 8 năm 2023            | Mönchengladbach  | 1               | Hà Lan                           |
| Đại hội Thể thao châu Á 2022                | 25 tháng 9 − 7 tháng 10 năm 2023  | Hàng Châu        | 1               | Trung Quốc                       |
| Đại hội Thể thao Liên châu Mỹ 2023          | 26 tháng 10 – 4 tháng 11 năm 2023 | Santiago         | 1               | Argentina                        |
| Vòng loại Thế vận hội khu vực châu Phi 2023 | 29 tháng 10 – 5 tháng 11 năm 2023 | Pretoria         | 1               | Nam Phi                          |
| Giải đấu vòng loại Thế vận hội Mùa hè 2024  | 13–20 tháng 1 năm 2024            | Ranchi           | 3               | Đức · Hoa Kỳ · Nhật Bản          |
| Giải đấu vòng loại Thế vận hội Mùa hè 2024  | 13–20 tháng 1 năm 2024            | Valencia         | 3               | Bỉ · Tây Ban Nha · Anh Quốc      |
| Tổng cộng                                   | Tổng cộng                         | Tổng cộng        | 12              |                                  |

## Tóm tắt huy chương

### Bảng tổng sắp huy chương
| Hạng               | Đoàn               | Vàng | Bạc | Đồng | Tổng số |
| ------------------ | ------------------ | ---- | --- | ---- | ------- |
| 1                  | Hà Lan             | 2    | 0   | 0    | 2       |
| 2                  | Đức                | 0    | 1   | 0    | 1       |
| 2                  | Trung Quốc         | 0    | 1   | 0    | 1       |
| 4                  | Argentina          | 0    | 0   | 1    | 1       |
| 4                  | Ấn Độ              | 0    | 0   | 1    | 1       |
| Tổng số (5 đơn vị) | Tổng số (5 đơn vị) | 2    | 2   | 2    | 6       |

### Nội dung thi đấu
| Nội dung | Vàng | Bạc | Đồng |
| -------- | --- | --- | --- |
| Nam      | Hà Lan · Thierry Brinkman · Jip Janssen · Lars Balk · Jonas de Geus · Thijs van Dam · Seve van Ass · Jorrit Croon · Justen Blok · Derck de Vilder · Floris Wortelboer · Tjep Hoedemakers · Koen Bijen · Joep de Mol · Pirmin Blaak · Tijmen Reyenga · Duco Telgenkamp · Floris Middendorp | Đức · Mats Grambusch · Mathias Müller · Lukas Windfeder · Niklas Wellen · Johannes Große · Thies Prinz · Paul-Philipp Kaufmann · Teo Hinrichs · Tom Grambusch · Gonzalo Peillat · Christopher Rühr · Justus Weigand · Marco Miltkau · Martin Zwicker · Hannes Müller · Malte Hellwig · Moritz Ludwig · Jean Danneberg | Ấn Độ · Harmanpreet Singh · Jarmanpreet Singh · Abhishek Nain · Manpreet Singh · Hardik Singh · Gurjant Singh · Sanjay · Mandeep Singh · Lalit Upadhyay · P. R. Sreejesh · Sumit Walmiki · Shamsher Singh · Raj Kumar Pal · Amit Rohidas · Vivek Prasad · Sukhjeet Singh                                         |
| Nữ       | Hà Lan · Xan de Waard · Anne Veenendaal · Luna Fokke · Freeke Moes · Lisa Post · Yibbi Jansen · Renée van Laarhoven · Felice Albers · Maria Verschoor · Sanne Koolen · Frédérique Matla · Joosje Burg · Marleen Jochems · Pien Sanders · Marijn Veen · Laura Nunnink · Pien Dicke         | Trung Quốc · Ou Zixia · Ye Jiao · Gu Bingfeng · Yang Liu · Zhang Ying · Chen Yi · Ma Ning · Li Hong · Dan Wen · Zou Meirong · He Jiangxin · Fan Yunxia · Chen Yang · Xu Wenyu · Zhong Jiaqi · Tan Jinzhuang · Yu Anhui                                                                                                | Argentina · Rocío Sánchez Moccia · Sofía Toccalino · Agustina Gorzelany · Valentina Raposo · Agostina Alonso · Agustina Albertario · María José Granatto · Cristina Cosentino · Victoria Sauze · Sofía Cairó · Eugenia Trinchinetti · Lara Casas · Juana Castellaro · Pilar Campoy · Julieta Jankunas · Zoe Díaz |

## Giải đấu Nam
Giải đấu bao gồm hai giai đoạn; vòng bảng sau đó là vòng loại trực tiếp.

### Vòng bảng
Các đội được chia thành hai bảng sáu đội, thi đấu vòng tròn một lượt. Ba điểm được trao cho một trận thắng, một điểm cho một trận hòa. Bốn đội đứng đầu mỗi bảng vượt qua vòng loại và tiến vào vòng tứ kết.

#### Bảng A
| VT | Đội         | ST | T | H | B | BT | BB | HS  | Đ  | Giành quyền tham dự |
| -- | ----------- | -- | - | - | - | -- | -- | --- | -- | ------------------- |
| 1  | Đức         | 5  | 4 | 0 | 1 | 16 | 6  | +10 | 12 | Tứ kết              |
| 2  | Hà Lan      | 5  | 3 | 1 | 1 | 16 | 9  | +7  | 10 | Tứ kết              |
| 3  | Anh Quốc    | 5  | 2 | 2 | 1 | 11 | 7  | +4  | 8  | Tứ kết              |
| 4  | Tây Ban Nha | 5  | 2 | 1 | 2 | 11 | 12 | −1  | 7  | Tứ kết              |
| 5  | Nam Phi     | 5  | 1 | 1 | 3 | 11 | 17 | −6  | 4  |                     |
| 6  | Pháp (H)    | 5  | 0 | 1 | 4 | 8  | 22 | −14 | 1  |                     |

#### Bảng B
| VT | Đội         | ST | T | H | B | BT | BB | HS  | Đ  | Giành quyền tham dự |
| -- | ----------- | -- | - | - | - | -- | -- | --- | -- | ------------------- |
| 1  | Bỉ          | 5  | 4 | 1 | 0 | 15 | 7  | +8  | 13 | Tứ kết              |
| 2  | Ấn Độ       | 5  | 3 | 1 | 1 | 10 | 7  | +3  | 10 | Tứ kết              |
| 3  | Úc          | 5  | 3 | 0 | 2 | 12 | 10 | +2  | 9  | Tứ kết              |
| 4  | Argentina   | 5  | 2 | 2 | 1 | 8  | 6  | +2  | 8  | Tứ kết              |
| 5  | Ireland     | 5  | 1 | 0 | 4 | 4  | 9  | −5  | 3  |                     |
| 6  | New Zealand | 5  | 0 | 0 | 5 | 4  | 14 | −10 | 0  |                     |

### Vòng loại trực tiếp
|  | Tứ kết         | Tứ kết          |           |       | Bán kết               | Bán kết               |  |  | Tranh huy chương vàng | Tranh huy chương vàng |
|  |                |                 |           |       |                       |                       |  |  |                       |                       |
|  | 4 tháng 8      |                 |           |       |                       |                       |  |  |                       |                       |
|  |                |                 |           |       |                       |                       |  |  |                       |                       |
|  | Đức            | 3               |           |       |                       |                       |  |  |                       |                       |
|  | Đức            | 3               | 6 tháng 8 |       |                       |                       |  |  |                       |                       |
|  | Argentina      | 2               |           |       |                       |                       |  |  |                       |                       |
|  | Argentina      | 2               | Đức       | 3     |                       |                       |  |  |                       |                       |
|  | 4 tháng 8      |                 | Đức       | 3     |                       |                       |  |  |                       |                       |
|  |                | Ấn Độ           | 2         |       |                       |                       |  |  |                       |                       |
|  | Ấn Độ (s.l.l.) | Ấn Độ           | 2         | 1 (4) |                       |                       |  |  |                       |                       |
|  | Ấn Độ (s.l.l.) |                 | 8 tháng 8 | 1 (4) |                       |                       |  |  |                       |                       |
|  | Anh Quốc       | 1 (2)           |           |       |                       |                       |  |  |                       |                       |
|  | Anh Quốc       | 1 (2)           | Đức       | 1 (1) |                       |                       |  |  |                       |                       |
|  | 4 tháng 8      |                 | Đức       | 1 (1) |                       |                       |  |  |                       |                       |
|  |                | Hà Lan (s.l.l.) | 1 (3)     |       |                       |                       |  |  |                       |                       |
|  | Hà Lan         | Hà Lan (s.l.l.) | 1 (3)     | 2     |                       |                       |  |  |                       |                       |
|  | Hà Lan         | 6 tháng 8       |           | 2     |                       |                       |  |  |                       |                       |
|  | Úc             | 0               |           |       |                       |                       |  |  |                       |                       |
|  | Úc             | 0               | Hà Lan    | 4     |                       |                       |  |  |                       |                       |
|  | 4 tháng 8      |                 | Hà Lan    | 4     |                       |                       |  |  |                       |                       |
|  |                | Tây Ban Nha     | 0         |       | Tranh huy chương đồng | Tranh huy chương đồng |  |  |                       |                       |
|  | Bỉ             | Tây Ban Nha     | 0         | 2     | Tranh huy chương đồng | Tranh huy chương đồng |  |  |                       |                       |
|  | Bỉ             |                 | 8 tháng 8 | 2     |                       |                       |  |  |                       |                       |
|  | Tây Ban Nha    | 3               |           |       |                       |                       |  |  |                       |                       |
|  | Tây Ban Nha    | 3               | Ấn Độ     | 2     |                       |                       |  |  |                       |                       |
|  |                |                 |           |       |                       |                       |  |  |                       |                       |
|  | Tây Ban Nha    | 1               |           |       |                       |                       |  |  |                       |                       |
|  | Tây Ban Nha    | 1               |           |       |                       |                       |  |  |                       |                       |

### Bảng xếp hạng cuối cùng
Theo quy ước thống kê trong môn khúc côn cầu trên cỏ, các trận đấu quyết định trong thời gian thi đấu chính thức được tính là thắng và thua, còn các trận đấu quyết định theo loạt đá luân lưu được tính là hòa.
| VT | Đội         | ST | T | H | B | BT | BB | HS  | Đ  | Kết quả cuối cùng   |
| -- | ----------- | -- | - | - | - | -- | -- | --- | -- | ------------------- |
| 1  | Hà Lan      | 8  | 5 | 2 | 1 | 23 | 10 | +13 | 17 | Huy chương vàng     |
| 2  | Đức         | 8  | 6 | 1 | 1 | 23 | 11 | +12 | 19 | Huy chương bạc      |
| 3  | Ấn Độ       | 8  | 4 | 2 | 2 | 15 | 12 | +3  | 14 | Huy chương đồng     |
| 4  | Tây Ban Nha | 8  | 3 | 1 | 4 | 15 | 20 | −5  | 10 | Hạng tư             |
|    |             |    |   |   |   |    |    |     |    |                     |
| 5  | Bỉ          | 6  | 4 | 1 | 1 | 17 | 10 | +7  | 13 | Bị loại ở tứ kết    |
| 6  | Úc          | 6  | 3 | 0 | 3 | 12 | 12 | 0   | 9  | Bị loại ở tứ kết    |
| 7  | Anh Quốc    | 6  | 2 | 3 | 1 | 12 | 8  | +4  | 9  | Bị loại ở tứ kết    |
| 8  | Argentina   | 6  | 2 | 2 | 2 | 10 | 9  | +1  | 8  | Bị loại ở tứ kết    |
|    |             |    |   |   |   |    |    |     |    |                     |
| 9  | Nam Phi     | 5  | 1 | 1 | 3 | 11 | 17 | −6  | 4  | Bị loại ở vòng bảng |
| 10 | Ireland     | 5  | 1 | 0 | 4 | 4  | 9  | −5  | 3  | Bị loại ở vòng bảng |
| 11 | Pháp (H)    | 5  | 0 | 1 | 4 | 8  | 22 | −14 | 1  | Bị loại ở vòng bảng |
| 12 | New Zealand | 5  | 0 | 0 | 5 | 4  | 14 | −10 | 0  | Bị loại ở vòng bảng |

## Giải đấu Nữ
Giải đấu bao gồm hai giai đoạn; vòng bảng sau đó là vòng loại trực tiếp.

### Vòng bảng
Các đội được chia thành hai bảng sáu đội, thi đấu vòng tròn một lượt. Ba điểm được trao cho một trận thắng, một điểm cho một trận hòa. Bốn đội đứng đầu mỗi bảng vượt qua vòng loại và tiến vào vòng tứ kết.

#### Bảng A
| VT | Đội        | ST | T | H | B | BT | BB | HS  | Đ  | Giành quyền tham dự |
| -- | ---------- | -- | - | - | - | -- | -- | --- | -- | ------------------- |
| 1  | Hà Lan     | 5  | 5 | 0 | 0 | 19 | 5  | +14 | 15 | Tứ kết              |
| 2  | Bỉ         | 5  | 4 | 0 | 1 | 13 | 4  | +9  | 12 | Tứ kết              |
| 3  | Đức        | 5  | 3 | 0 | 2 | 12 | 7  | +5  | 9  | Tứ kết              |
| 4  | Trung Quốc | 5  | 2 | 0 | 3 | 15 | 10 | +5  | 6  | Tứ kết              |
| 5  | Nhật Bản   | 5  | 1 | 0 | 4 | 2  | 15 | −13 | 3  |                     |
| 6  | Pháp (H)   | 5  | 0 | 0 | 5 | 4  | 24 | −20 | 0  |                     |

#### Bảng B
| VT | Đội         | ST | T | H | B | BT | BB | HS  | Đ  | Giành quyền tham dự |
| -- | ----------- | -- | - | - | - | -- | -- | --- | -- | ------------------- |
| 1  | Úc          | 5  | 4 | 1 | 0 | 15 | 5  | +10 | 13 | Tứ kết              |
| 2  | Argentina   | 5  | 4 | 1 | 0 | 16 | 7  | +9  | 13 | Tứ kết              |
| 3  | Tây Ban Nha | 5  | 2 | 1 | 2 | 6  | 7  | −1  | 7  | Tứ kết              |
| 4  | Anh Quốc    | 5  | 2 | 0 | 3 | 8  | 12 | −4  | 6  | Tứ kết              |
| 5  | Hoa Kỳ      | 5  | 1 | 1 | 3 | 5  | 13 | −8  | 4  |                     |
| 6  | Nam Phi     | 5  | 0 | 0 | 5 | 4  | 10 | −6  | 0  |                     |

### Vòng loại trực tiếp
|  | Tứ kết             | Tứ kết              |                    |       | Bán kết               | Bán kết               |  |  | Tranh huy chương vàng | Tranh huy chương vàng |
|  |                    |                     |                    |       |                       |                       |  |  |                       |                       |
|  | 5 tháng 8          |                     |                    |       |                       |                       |  |  |                       |                       |
|  |                    |                     |                    |       |                       |                       |  |  |                       |                       |
|  | Hà Lan             | 3                   |                    |       |                       |                       |  |  |                       |                       |
|  | Hà Lan             | 3                   | 7 tháng 8          |       |                       |                       |  |  |                       |                       |
|  | Anh Quốc           | 1                   |                    |       |                       |                       |  |  |                       |                       |
|  | Anh Quốc           | 1                   | Hà Lan             | 3     |                       |                       |  |  |                       |                       |
|  | 5 tháng 8          |                     | Hà Lan             | 3     |                       |                       |  |  |                       |                       |
|  |                    | Argentina           | 0                  |       |                       |                       |  |  |                       |                       |
|  | Argentina (s.l.l.) | Argentina           | 0                  | 1 (2) |                       |                       |  |  |                       |                       |
|  | Argentina (s.l.l.) |                     | 9 tháng 8          | 1 (2) |                       |                       |  |  |                       |                       |
|  | Đức                | 1 (0)               |                    |       |                       |                       |  |  |                       |                       |
|  | Đức                | 1 (0)               | Hà Lan (s.l.l.)    | 1 (3) |                       |                       |  |  |                       |                       |
|  | 5 tháng 8          |                     | Hà Lan (s.l.l.)    | 1 (3) |                       |                       |  |  |                       |                       |
|  |                    | Trung Quốc          | 1 (1)              |       |                       |                       |  |  |                       |                       |
|  | Bỉ                 | Trung Quốc          | 1 (1)              | 2     |                       |                       |  |  |                       |                       |
|  | Bỉ                 | 7 tháng 8           |                    | 2     |                       |                       |  |  |                       |                       |
|  | Tây Ban Nha        | 0                   |                    |       |                       |                       |  |  |                       |                       |
|  | Tây Ban Nha        | 0                   | Bỉ                 | 1 (2) |                       |                       |  |  |                       |                       |
|  | 5 tháng 8          |                     | Bỉ                 | 1 (2) |                       |                       |  |  |                       |                       |
|  |                    | Trung Quốc (s.l.l.) | 1 (3)              |       | Tranh huy chương đồng | Tranh huy chương đồng |  |  |                       |                       |
|  | Úc                 | Trung Quốc (s.l.l.) | 1 (3)              | 2     | Tranh huy chương đồng | Tranh huy chương đồng |  |  |                       |                       |
|  | Úc                 |                     | 9 tháng 8          | 2     |                       |                       |  |  |                       |                       |
|  | Trung Quốc         | 3                   |                    |       |                       |                       |  |  |                       |                       |
|  | Trung Quốc         | 3                   | Argentina (s.l.l.) | 2 (3) |                       |                       |  |  |                       |                       |
|  |                    |                     |                    |       |                       |                       |  |  |                       |                       |
|  | Bỉ                 | 2 (1)               |                    |       |                       |                       |  |  |                       |                       |
|  | Bỉ                 | 2 (1)               |                    |       |                       |                       |  |  |                       |                       |

### Bảng xếp hạng cuối cùng
Theo quy ước thống kê trong môn khúc côn cầu trên cỏ, các trận đấu quyết định trong thời gian thi đấu chính thức được tính là thắng và thua, còn các trận đấu quyết định theo loạt đá luân lưu được tính là hòa.
| VT | Đội         | ST | T | H | B | BT | BB | HS  | Đ  | Kết quả cuối cùng   |
| -- | ----------- | -- | - | - | - | -- | -- | --- | -- | ------------------- |
| 1  | Hà Lan      | 8  | 7 | 1 | 0 | 26 | 7  | +19 | 22 | Huy chương vàng     |
| 2  | Trung Quốc  | 8  | 3 | 2 | 3 | 20 | 14 | +6  | 11 | Huy chương bạc      |
| 3  | Argentina   | 8  | 4 | 3 | 1 | 19 | 13 | +6  | 15 | Huy chương đồng     |
| 4  | Bỉ          | 8  | 5 | 2 | 1 | 18 | 7  | +11 | 17 | Hạng tư             |
|    |             |    |   |   |   |    |    |     |    |                     |
| 5  | Úc          | 6  | 4 | 1 | 1 | 17 | 8  | +9  | 13 | Bị loại ở tứ kết    |
| 6  | Đức         | 6  | 3 | 1 | 2 | 13 | 8  | +5  | 10 | Bị loại ở tứ kết    |
| 7  | Tây Ban Nha | 6  | 2 | 1 | 3 | 6  | 9  | −3  | 7  | Bị loại ở tứ kết    |
| 8  | Anh Quốc    | 6  | 2 | 0 | 4 | 9  | 15 | −6  | 6  | Bị loại ở tứ kết    |
|    |             |    |   |   |   |    |    |     |    |                     |
| 9  | Hoa Kỳ      | 5  | 1 | 1 | 3 | 5  | 13 | −8  | 4  | Bị loại ở vòng bảng |
| 10 | Nhật Bản    | 5  | 1 | 0 | 4 | 2  | 15 | −13 | 3  | Bị loại ở vòng bảng |
| 11 | Nam Phi     | 5  | 0 | 0 | 5 | 4  | 10 | −6  | 0  | Bị loại ở vòng bảng |
| 12 | Pháp (H)    | 5  | 0 | 0 | 5 | 4  | 24 | −20 | 0  | Bị loại ở vòng bảng |